# Roztoka (Białka)
Die Roztoka ist ein rund sieben Kilometer langer linker Zufluss der Białka in der Woiwodschaft Kleinpolen in Polen. Er hat den Charakter eines Hochgebirgsflusses.

## Geografie
Der Fluss hat seine Quelle im Bergsee Wielki Staw Polski im Tal Dolina Pięciu Stawów Polskich in der Hohen Tatra. In den See münden mehrere kleinere Gebirgsbäche von den höher gelegenen Bergseen des Tals. Er fällt dann in dem Wasserfall Siklawa in das Tal Dolina Roztoki, das er in seiner ganzen Länge durchfließt. Kurz vor der Mündung in die Białka fällt er in den Wasserfällen Wodogrzmoty Mickiewicza in das Tal Dolina Białki. Der ganze Flusslauf befindet sich im Tatra-Nationalpark.

## Name
Der Name Roztoka lässt sich als „der zerfließende Bach“ übersetzen.

## Flora und Fauna
Das Wasser der Roztoka ist sauber, im Fluss leben Regenbogenforelle, Forelle, Äsche, Groppe und Elritze. Der Fluss ist von Fichtenwäldern umgeben.

## Tourismus
Der Fluss ist über einen grün markierten Wanderweg zugängig.

## Flussverlauf

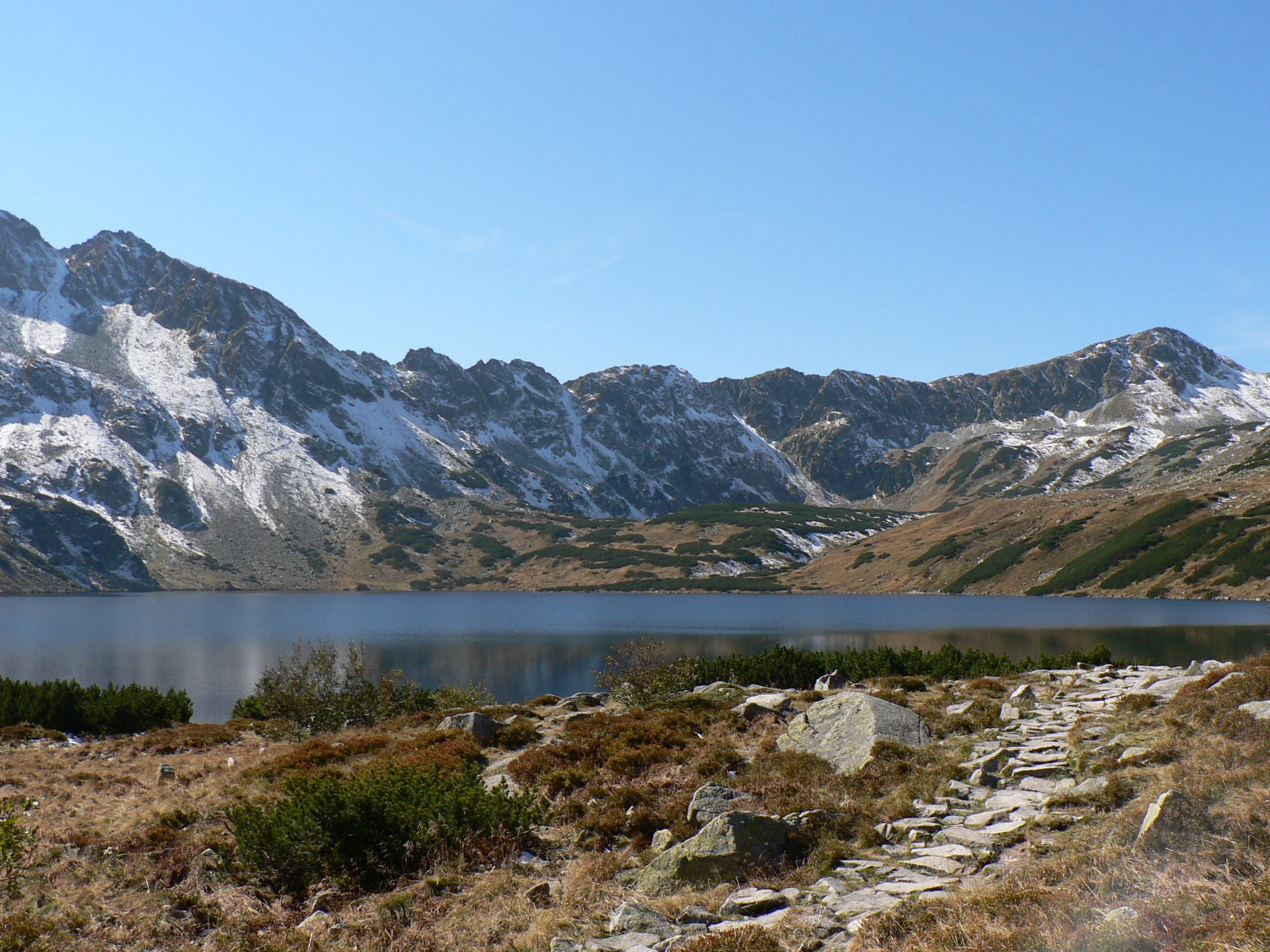
Wielki Staw Polski
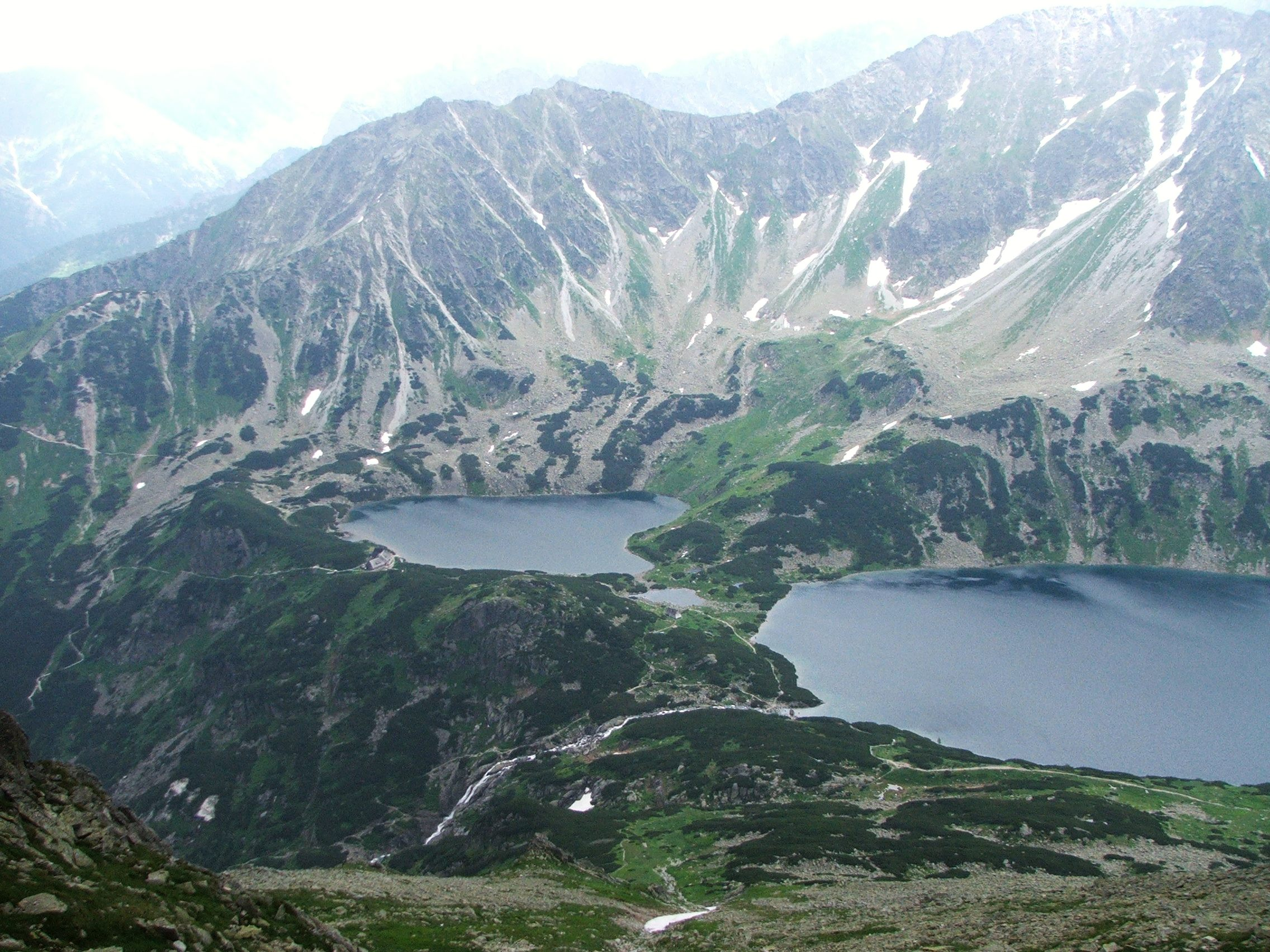
Abfluss ins Tal Dolina Roztoki
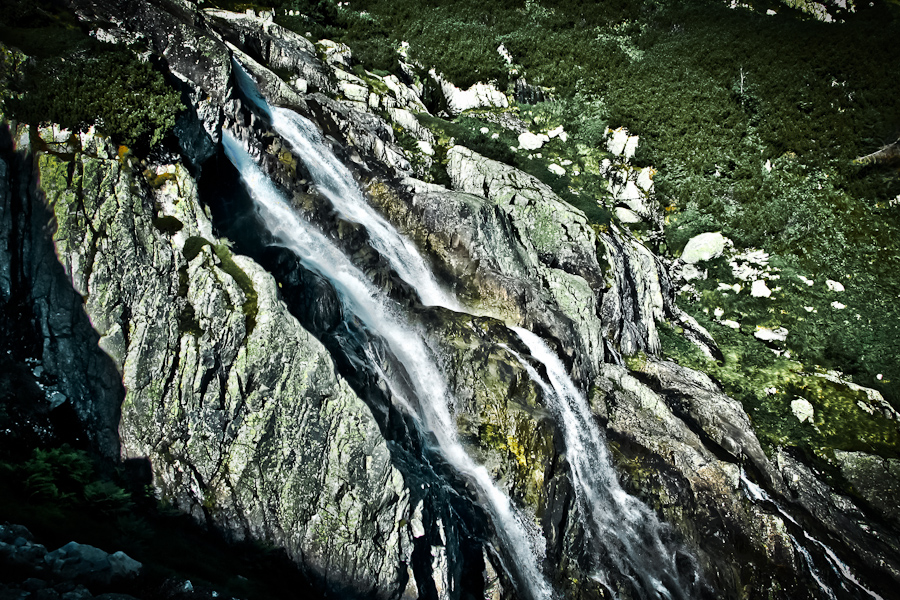
Siklawa
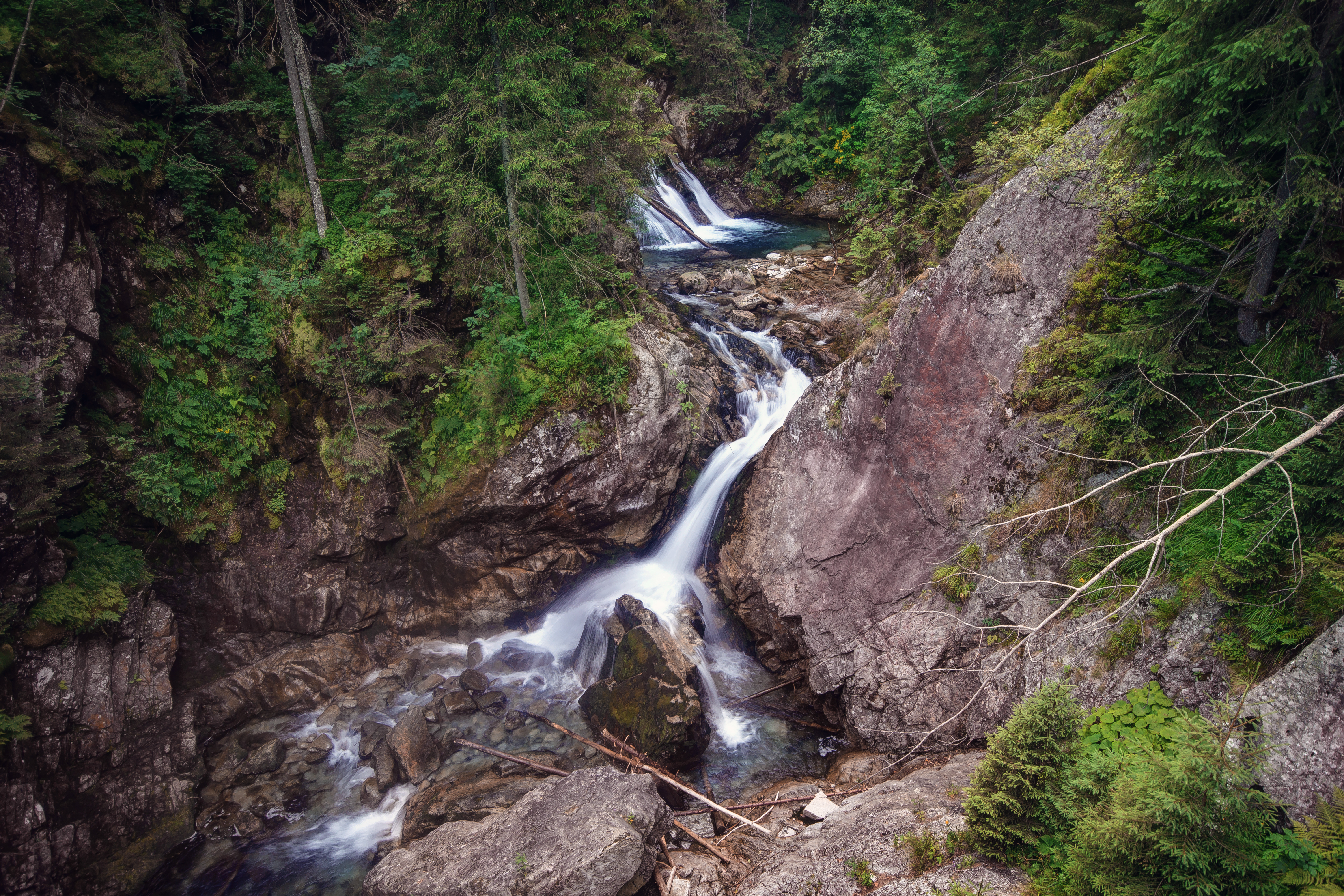
Wodogrzmoty Mickiewicza
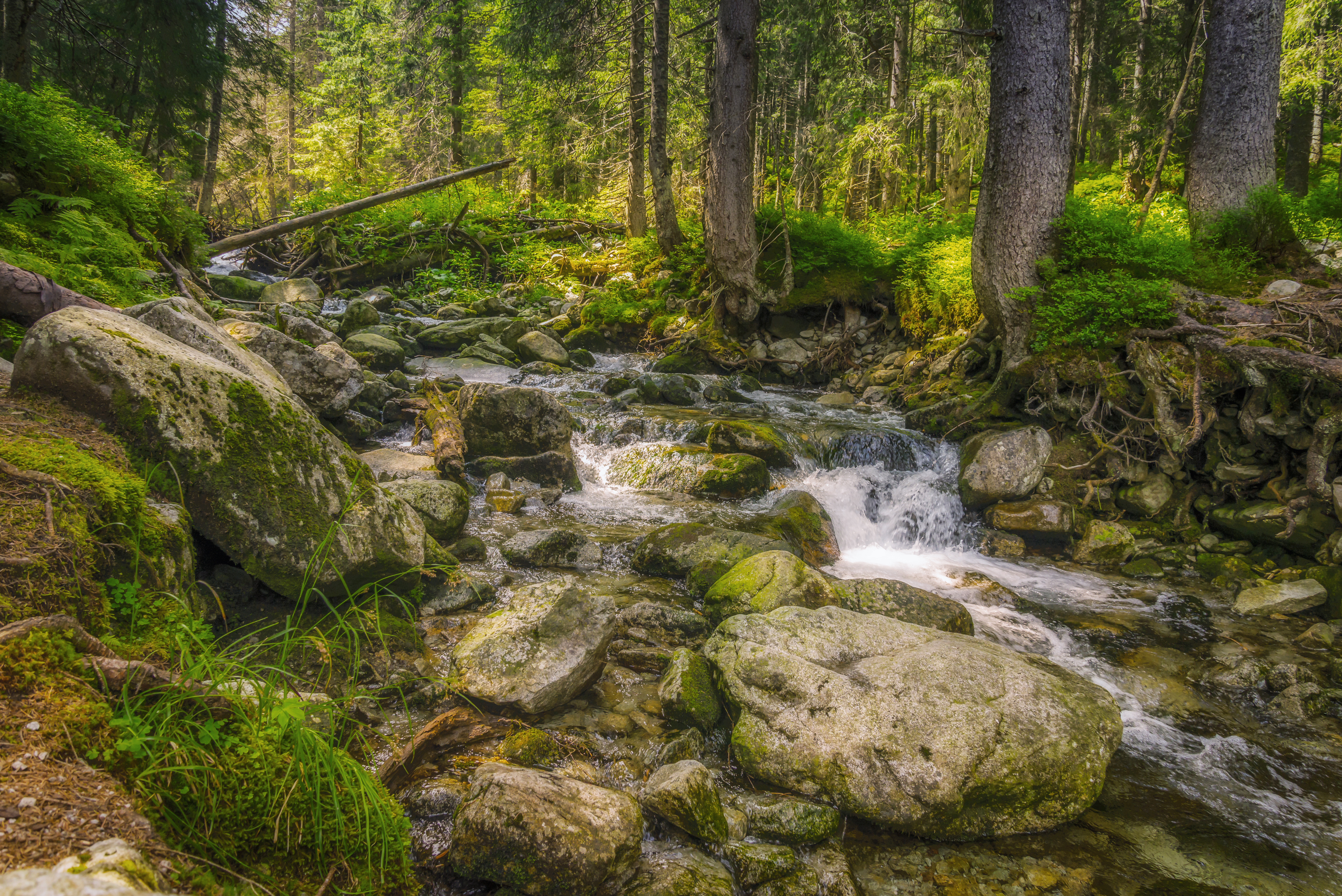
Unterer Flusslauf
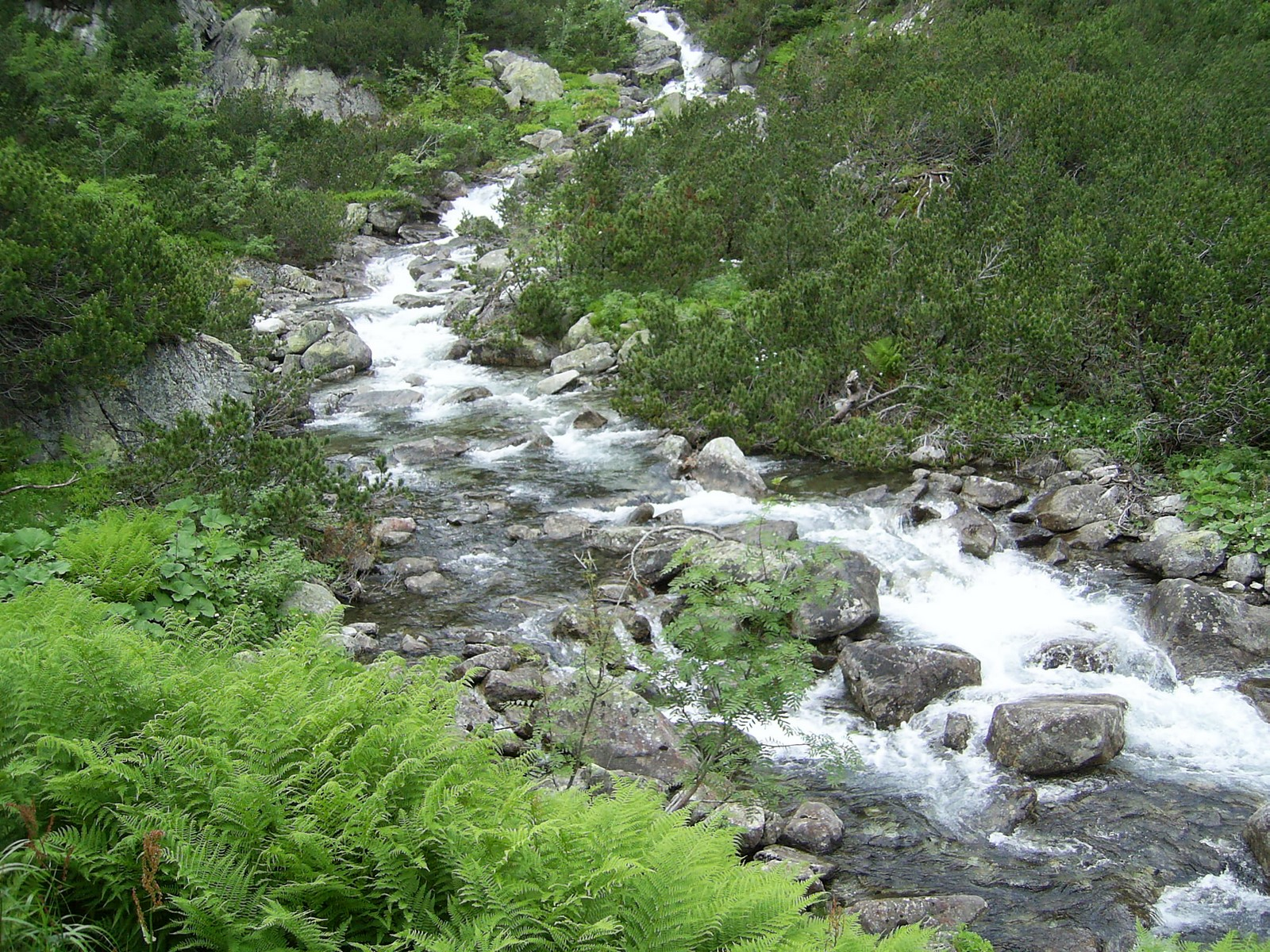
Unterer Flusslauf